# Michael Turner (fumettista)
Michael Turner (Crossville, 21 aprile 1971 – Santa Monica, 27 giugno 2008) è stato un fumettista statunitense, conosciuto principalmente per i suoi lavori su Witchblade e Fathom.

## Biografia

Una copertina di Fathom disegnata da Turner.

Turner è stato scoperto durante una convention da Marc Silvestri, che l'ha subito ingaggiato come disegnatore per la Top Cow Productions, la sua casa editrice. Inizialmente si occupava di sfondi, poi creò, sempre assieme a Silvestri, Witchblade.  Nell'estate del 1998 Turner ha debuttato con la serie Fathom, interamente creata da lui.
Oltre ad essere un affermato artista, Turner ha vinto premi per lo sci sull'acqua ed è stato cintura rossa di arti marziali.
Nel marzo del 2000, a Michael Turner è stato diagnosticato un cancro, precisamente un condrosarcoma nella parte destra del bacino. È stato curato al Centro Medico dell'Università di Los Angeles dove, gli sono stati asportati un'anca, il 40% del bacino e oltre un chilo di ossa. All'intervento sono seguiti nove mesi di radioterapia.
Alla fine del 2002 Turner ha lasciato la Top Cow per fondare un'etichetta personale, la Aspen MLT Inc., con sede a Marina Del Rey in California. MLT sta per Michael Layne Turner. La distribuzione di fumetti della Aspen è stata rimandata a lungo a causa della contesa con la Top Cow Productions per i diritti su Fathom, su Soulfire (inizialmente chiamato Dragonfly e non ancora pubblicato al tempo) e su Ekos, questi ultimi due fumetti in particolare erano stati progettati da Turner prima di lasciare la Top Cow.
Nel 2004 Turner contribuì a numerose copertine per vari albi della DC Comics, tra cui The Flash e Crisi d'identità, illustrò anche la saga Supergirl da Krypton della collana Superman/Batman. Sempre nel 2004 iniziarono le pubblicazioni di Soulfire e ripresero quelle di Fathom, entrambe per la Aspen MLT.
Il 6 agosto 2005, la Marvel Comics ha annunciato che Michael Turner ha firmato un contratto per un progetto di sei numeri. È stato comunicato successivamente che si sarebbe trattato di una miniserie di Ultimate Wolverine, scritta da Jeph Loeb.
La recrudescenza del cancro lo ha portato alla morte, avvenuta il 27 giugno 2008 al Santa Monica Hospital.